# The Star-Spangled Banner
"The Star-Spangled Banner" (em português:  "A Bandeira Estrelada") é o hino nacional dos Estados Unidos. A letra vem de "Defesa de Fort M'Henry", um poema escrito em 14 de setembro de 1814, pelo advogado e poeta amador Francis Scott Key, de 35 anos, após testemunhar o bombardeio de Fort McHenry por navios britânicos da Marinha Real em Baltimore Harbour durante a Batalha de Baltimore na Guerra de 1812. Key foi inspirado pela grande bandeira dos EUA, com 15 estrelas e 15 listras, conhecida como "Star-Spangled Banner", voando triunfalmente acima do forte durante a vitória dos EUA.
O poema foi definido ao som de uma popular canção britânica escrita por John Stafford Smith para a Sociedade Anacreôntica, um clube social masculino em Londres. "To Anacreon in Heaven" (ou "The Anacreontic Song"), com várias letras, já era popular nos Estados Unidos. Renomeado para "The Star-Spangled Banner", logo se tornou uma conhecida canção patriótica dos EUA. Com um alcance de dezenove semitons, é conhecido por ser muito difícil de cantar. Embora o poema tenha quatro estrofes, apenas a primeira é comumente cantada hoje.
"The Star-Spangled Banner" foi reconhecido para uso oficial pela Marinha dos Estados Unidos em 1889, e pelo presidente dos EUA Woodrow Wilson em 1916, e foi feito o hino nacional por uma resolução do Congresso em 3 de março de 1931 (46 Stat. 1508, codificado em 36 U.S.C. § 301), que foi assinado pelo presidente Herbert Hoover.
Antes de 1931, outras canções serviam como hinos da oficialidade americana. "Hail, Columbia" serviu a esse propósito em funções oficiais durante a maior parte do século XIX. "My Country, 'Tis of Thee", cuja melodia é idêntica a "God Save the Queen", o hino nacional do Reino Unido, também serviu como hino nacional de facto. Após a Guerra de 1812 e subsequentes guerras dos Estados Unidos, outras canções surgiram para disputar popularidade em eventos públicos, entre elas "America the Beautiful", que já estava sendo considerada antes de 1931 como candidata a se tornar o hino nacional dos Estados Unidos.

## Traduções
Como resultado da imigração para os Estados Unidos e da incorporação de pessoas que não falam inglês no país, as letras da música foram traduzidas para outros idiomas. Em 1861, foi traduzido para o alemão. A Biblioteca do Congresso também tem registro de uma versão em espanhol de 1919. Desde então, foi traduzido para hebraico e iídiche por imigrantes judeus, espanhol latino-americano (com uma versão popularizada durante protestos pela reforma da imigração em 2006, francês por acadianos do Luisiana, samoano, irlandês, e latim.
No que diz respeito às línguas indígenas da América do Norte, existem versões em navajo e cherokee.

### Áudio histórico
- "The Star Spangled Banner", The Diamond Four, 1898
- "The Star Spangled Banner", Margaret Woodrow Wilson, 1915